# Saffranstorsk
Saffranstorsk (Eleginus gracilis) är en torskfisk som finns i norra Stilla havet och Arktis.

## Utseende
Saffranstorsken har en ovansida som är spräcklig i grågrönt till brunt med ljus undersida, och kan ibland ha en lätt violett lyster på sidorna. Den känns framför allt igen på sina 3 ryggfenor och 2 analfenor. Bröstfenorna är mycket små, och stjärtfenan är kort. Munnen har överbett, och hakan har en kort skäggtöm. Arten kan bli upptill 55 cm lång och väga 1,3 kg.

## Vanor
Arten lever på grunt vatten (sällan djupare än 50 – 60 m, även om den har konstaterats på 200 m djup utanför norra Japan). Den kan gå upp i bräckt vatten och även rent sötvatten i flodmynningar. På sommaren drar sig de vuxna fiskarna ut på djupare vatten. Utanför parningstiden lever den ovanför dybottnar och i flodmynningar. Ungfiskarna tar fisk och mindre kräftdjur som pungräkor, märlkräftor, räkor och liknande. Den kan bli upptill 15 år gammal.

### Fortplantning
Saffranstorsken, som blir könsmogen vid en ålder av 2 till 3 år, leker under tidig vinter i grunda vatten med sand- och grusbotten som är starkt tidvattenpåverkade. Honan kan lägga upptill 210 000 ägg på bottnen. Äggen kläcks fram på våren, och ungarna uppehåller sig i närheten av maneter under de första 2 – 3 månaderna, troligtvis för skydd.

## Kommersiellt utnyttjande
Arten utnyttjas som människoföda och fiskas kommersiellt, framför allt i nordvästra Stilla havet av ryska fiskeflottor, med rev, fisknät och trål.

## Utbredning
Saffranstorsken finns i norra Stilla havet från Nordkorea till Alaska, samt i Arktis från Berings hav till Victoriaön i norra Kanada.